# 我就問你正常嗎?
《我就問 你正常嗎?》是東森超視於2022年推出的談話性節目，由于美人、沈玉琳主持。2022年7月29日舉辦開播記者會，播出時間為周一至周五晚上21:00－22:00；而每周五不會播放新集數，當日同一時段則是重播每周一所播放的集數。

## 播出時間

### 首播
| 頻道       | 所在地                            | 播映日期                     | 播出時間                               |
| ---------- | --------------------------------- | ---------------------------- | -------------------------------------- |
| 東森超視   | 臺灣                              | 2022年8月1日至今             | 每週一至週五 21:00-22:00（週五為重播） |
| YouTube    | 全世界(除部分不可使用YouTube國家) | 2022年8月2日                 | 每週二至週五 12:00                     |
| 東森綜合台 | 臺灣                              | 2022年8月29日-2023年10月27日 | 每週一至週五 19:00-20:00               |

## 節目開場白
- 于美人：你說你正常。
- 沈玉琳：他說你不正常。
- 于美人：我就問。
- 沈玉琳：你正常嗎?

## 節目異動
- 2023年3月9日-2023年3月13日，因轉播《2023WBC世界棒球經典賽》所以本節目暫停播出，2023年3月14日本節目恢復播出。
- 2023年3月28日因轉播JHVL賽事，本日節目暫停播出一次。
- 2023年8月2日-2023年8月3日因轉播成都世大運，所以本節目暫停播出。
- 2023年10月5日因轉播杭州亞運賽事，本日節目暫停播出一次。
- 2023年10月10日因轉播國慶焰火在台中晚會，本日節目暫停播出一次。

## 節目列表
| 集數 | 播出日期       | 節目主題                                                        | 節目來賓                                                                    |
| ---- | -------------- | --------------------------------------------------------------- | --------------------------------------------------------------------------- |
| 1    | 2022年8月1日   | 當好姐妹變綠茶妹，到底要不要撕破臉？                            | 陳子玄、劉雨柔、艾融、唐志中、大根、小哥哥艾理 特別嘉賓:多位路人、網紅      |
| 2    | 2022年8月2日   | 我就問～你是「捍衛戰士」暴怒俠嗎？                              | 楊皓如、咪妃、杜力、瑋哥、周明璟、Paul 特別嘉賓:多位路人、網紅              |
| 3    | 2022年8月3日   | 約會到底要帶多少錢？！                                          | 舒子晨、小鐘、阿諾、李唯楓、lnna、米鹿 特別嘉賓:多位路人、網紅              |
| 4    | 2022年8月4日   | 天吶！我就問...你的腦到底是薄霧還是濃霧？                       | 阿喜、王少偉、葉欣眉、明杰、鄔又曦、大成 特別嘉賓:多位路人、網紅            |
| 5    | 2022年8月8日   | 這瞬間尷尬癌又噴發啦！沒有最尷尬 只有更尷尬！                   | 丟丟妹、林舒語、阿樂、柯有倫、卡古、潮流小馬 特別嘉賓:多位路人、網紅        |
| 6    | 2022年8月9日   | 暈船算什麼 姐上的是賊船！女人戀愛真的無藥醫？                   | 熊熊 、張愛雅、紀言愷、小王子、舞陽、宋羽葤 特別嘉賓:多位路人、網紅         |
| 7    | 2022年8月10日  | 當女人吵起架來是不講武德的！爆笑男女吵架黑學！                  | Julie、宋哥、Eva、阿松、哈孝遠、K大叔 特別嘉賓:多位路人、網紅               |
| 8    | 2022年8月11日  | 親愛的！你的舉動都在掌握中？！愛情相互抓包無法藏？！            | 李新、郭亞棠、吳俊諺、海產 、熠凱、妃妃 特別嘉賓:多位路人、網紅             |
| 9    | 2022年8月15日  | 另一半巴斯光『黏』上身 比鬼纏身還恐怖？！甩不開的黏讓人好崩潰！ | 徐小可、白吉勝、劉涵竹、佩德羅 特別嘉賓:多位路人、網紅                      |
| 10   | 2022年8月16日  | 我就問「女人ㄔˇ」度到底可以有多大？這群女人豁出去了！           | 黃暐婷、薔薔、周宜霈、楊皓如、倪暄、維尼媽 特別嘉賓:多位路人、網紅          |
| 11   | 2022年8月17日  | 恐怖惡「鄰」出沒！全面抵制我逃不了...                           | 黃小柔、黃沐妍、孫國豪、藍波、背心、洪暐傑 特別嘉賓:多位路人、網紅          |
| 12   | 2022年8月18日  | 打開情緒陰陽眼 讓你天天活見鬼！明星被情勒的親身體驗！           | 翊萱、楊晨熙、梁赫群、餅乾、雞腿、顏以娜 特別嘉賓:多位路人、網紅            |
| 13   | 2022年8月22日  | 女人真的激不得？！這一刻她們超能力都噴發了！！                  | 禹安、邵庭、安妮、荳荳、杜小比、NanaQ 特別嘉賓:多位路人、網紅               |
| 14   | 2022年8月23日  | 尬的~又芭比Q了！！他們的人生比災難片還慘？！                    | 蔡黃汝、楊繡惠、馬力歐、張立東、賴雅琪、葉益豪 特別嘉賓:多位路人、網紅      |
| 15   | 2022年8月24日  | 難道是被惡魔附身？！敢做出這種邪惡行為正常嗎？！                | 李妍瑾、李祖寧、綠茶、阿布、顏以娜、含羞草爺爺 特別嘉賓:多位路人、網紅      |
| 16   | 2022年8月25日  | 歸剛欸！做人差不多就好～濫好人已經過時啦！                      | 李愛綺、陳依依、趙正平、關韶文、冰蹦拉、家羽 特別嘉賓:多位路人、網紅        |
| 17   | 2022年8月29日  | 動不動就人間蒸發！！這種朋友你身邊也有嗎？！                    | 高山峰、肯納、張心妍、蘿莉塔、Wing、徐海莉 特別嘉賓:多位路人、網紅          |
| 18   | 2022年8月30日  | 我只想Chill一下！誰知露個營竟然也能遇到鬼？！                   | GiGi、林利霏、阿松、馬丁、麥鬧爸爸、麥鬧媽媽 特別嘉賓:多位路人、網紅        |
| 19   | 2022年8月31日  | 地表最可怕的生物就是婆婆！！那些媳婦拳頭變硬的瞬間！！          | 況明潔、甄莉、黃馨儀、小call、維尼媽、艾塔 特別嘉賓:多位路人、網紅          |
| 20   | 2022年9月1日   | 等到都懷疑人生了！不當樹懶人真有那麼難嗎？                      | 潘若迪、何妤玟、Teddy、夏如芝、艾立、瑋哥 特別嘉賓:多位路人、網紅           |
| 21   | 2022年9月5日   | 今天你也被詐騙了嗎？這些攻心話術必有「詐」？！                  | 錦雯、詹子晴、羅莉塔、高仁和、劉韋廷、皮皮 特別嘉賓:多位路人、網紅          |
| 22   | 2022年9月6日   | 拜託！大家離我越遠越好！一個人生活最開心！                      | 李維維、陳為民、陳艾熙、徐謀俊、陳樂樂、Wa仔 特別嘉賓:多位路人、網紅        |
| 23   | 2022年9月7日   | 有拜有保庇？沒拜出代誌？他們竟然拜出不一樣的人生？！            | 郭靜、王彩樺、劉璇、楊子儀、惡夢阿姨、阿賢 特別嘉賓:多位路人、網紅          |
| 24   | 2022年9月8日   | 天使與惡魔的化身 小孩魔性大發怎麼辦？！                         | 陳櫻文、林舒語、可藍、Paul、撒基努、王國春 特別嘉賓:多位路人、網紅          |
| 25   | 2022年9月12日  | HELLO 我們都是台灣人嗎？全台南北戰不停！                        | 廖慧珍、陳志強、許志豪、臧芮軒、方昶詠、容慈 特別嘉賓:多位路人、網紅        |
| 26   | 2022年9月13日  | 她們到底是瘋團購還是有囤物症！下單喊+1時機快、準、狠            | 貝童彤、阿諾、林姿佑、熊熊、佩姬、呂珮薰 特別嘉賓:多位路人、網紅            |
| 27   | 2022年9月14日  | 你當我是塑膠做的喔！酸民到底哪裡來的勇氣？                      | 阿喜、芳瑜、梁赫群、白雲、夏乙薇、言子軒、達爾 特別嘉賓:多位路人、網紅      |
| 28   | 2022年9月15日  | 背著另一半偷偷來94爽！婚姻裡那些不能說的事…                     | 馬力歐、哈孝遠、Julie、哈平遠、吳世康、狼晶晶 特別嘉賓:多位路人、網紅       |
| 29   | 2022年9月19日  | 女生宿舍好瘋狂？！她們聚在一起都在做什麼？！                    | 何妤玟、陳子玄、張愛雅、蔡頤榛、牙牙、Una 特別嘉賓:多位路人、網紅           |
| 30   | 2022年9月20日  | 賺錢方法百百款！為了討生活...這個我可以！                       | 張立東、祖雄、鄭仲茵、葉欣眉、筠熹、偉宸 特別嘉賓:多位路人、網紅            |
| 31   | 2022年9月21日  | 女人為了美什麼都可賭一把！管它荒不慌謬全都來一下                | Mei、宋哥、朱海君、夏乙薇、維尼媽、呂珮薰 特別嘉賓:多位路人、網紅           |
| 32   | 2022年9月22日  | 早安午安晚安！熱情長輩讓人抵擋不住？                            | 何嘉文、翁馨儀、吳俊諺、李運慶、三度、雞腿姐姐 特別嘉賓:多位路人、網紅      |
| 33   | 2022年9月26日  | 見面聊天心好累...負面人別再陰魂不散纏著我！                     | 倪雅倫、Dora、吳俊諺、李明川、艾融、晨灰 特別嘉賓:多位路人、網紅            |
| 34   | 2022年9月27日  | 女人一定有個追流行的按鈕？！沒跟到這些潮流就遜了！！            | Julie、夏宇童、Stacey、詹子晴、嘻小瓜、瑀熙 特別嘉賓:多位路人、網紅         |
| 35   | 2022年9月28日  | 這些媽媽都「瘋」了！！為了小孩拼成這樣有事嗎？！                | 嚴立婷、張棋惠、黃馨儀、虞珮儀、妃妃、Eva 特別嘉賓:多位路人、網紅           |
| 36   | 2022年9月29日  | 做人 做事誰重要？！搞懂它就能成為人生勝利組！！                 | 楊皓如、茵芙、NONO、邱慧雯、陸子刊、闆妹 特別嘉賓:多位路人、網紅            |
| 37   | 2022年10月3日  | 社會再走 Guts要有！他們是大俠？！還是有夠瞎？！                 | 丁寧、巫苡萱、馬力歐、張雁名、顏以娜、麥基 特別嘉賓:多位路人、網紅          |
| 38   | 2022年10月4日  | 一看到就想擁有「它」！用畫一切就是要收藏，正常嗎？              | 哈孝遠、依依、芳瑜、宋哥、陳依依、金毛 特別嘉賓:多位路人、網紅              |
| 39   | 2022年10月5日  | 老外來台永遠看不懂！！台灣人這樣正常嗎？！                      | 愛紗、杜力、馬丁、吳子龍、佳娜、韋喆 特別嘉賓:多位路人、網紅                |
| 40   | 2022年10月6日  | 台灣美食那麼多？！該怎麼選才能滿足味蕾？！                      | 朱芯儀、張棋惠、撒基努、夏語心、黃濃濃、Hank 特別嘉賓:多位路人、網紅        |
| 41   | 2022年10月10日 | 奧客每天都在進化中？！這些行為顛覆你我的三觀？！                | 甄莉、大根、李新、徐瑋吟、芷渲、艾塔 特別嘉賓:多位路人、網紅                |
| 42   | 2022年10月11日 | 抱歉...我也是第一次當媽媽！母女間的愛恨情結有解嗎？！           | 鄭仲茵、黛拉、謝宜君、欣妤、禹安、Angye、金莎、金辣 特別嘉賓:多位路人、網紅 |
| 43   | 2022年10月12日 | 好奇心大噴發偷窺跟蹤樣樣來？！再狂的事他們居然幹得出來          | Julie、Albee、林姿佑、李運慶、曾相為、徐海莉 特別嘉賓:多位路人、網紅        |
| 44   | 2022年10月13日 | 歸剛欸～不要再說我心情不好了！！天生臭臉好憋屈！！              | 哈平遠、周宜霈、趙正平、舒子晨、艾立、CHAMPION 特別嘉賓:多位路人、網紅      |
| 45   | 2022年10月17日 | 渣男還是「紳士」？感情中妳也有吸「渣」體質嗎？                  | 王思佳、張宇 (主播)、夏宇童、Lala、育涵、林可 特別嘉賓:多位路人、網紅       |
| 46   | 2022年10月18日 | 大家給我嗨起來！炒熱王逗你開心到不行？！                        | 楊皓如、海產、朱海君、大根、珍琳、宜芳 特別嘉賓:多位路人、網紅              |
| 47   | 2022年10月19日 | 你講的到底是台語還火星文？！有聽沒有懂讓人好崩潰！              | 鍾欣凌、張立東、茵芙、林莎、李若潼、羅瑞誠 特別嘉賓:多位路人、網紅          |
| 48   | 2022年10月20日 | 搶購！一不留神戰場就消失了？！這個不買會對不起自己？！          | Sam、倪雅倫、林舒語、成語蕎、藍星蕾、狼晶晶 特別嘉賓:多位路人、網紅         |
| 49   | 2022年10月24日 | 男人全身還能硬的剩＂耳朵＂再堅持下去女人翻臉啦！！              | 阿松、郭昱晴、詹子晴、咪咪、珮薰、蕾可 特別嘉賓:多位路人、網紅              |
| 50   | 2022年10月25日 | 別裝了，承認吧！美麗的女人心中都有「歐巴桑」魂                  | 張愛雅、賴薇如、張心妍、筠熹、羅糖糖、舒涵 特別嘉賓:多位路人、網紅          |
| 51   | 2022年10月26日 | 母湯喔！！男人爛藉口一堆！！這種話你都說得出口？！              | 潘若迪、哈平遠、翊萱、Paul、熊霓、宇晞 特別嘉賓:多位路人、網紅              |
| 52   | 2022年10月27日 | 至今未解的世紀大問題！！男女真的可以蓋棉被純聊天？！            | 楊繡惠、白雲、何妤玟、大根、琳妲、孫生 特別嘉賓:多位路人、網紅              |
| 53   | 2022年10月31日 | 「強迫型」人格就是你...這麼難相處怪不得都沒朋友了？！           | 李明川、倪雅倫、茵芙、小call、徐苡嫚、曾心怡 特別嘉賓:多位路人、網紅        |
| 54   | 2022年11月1日  | 當我們同「聚」在一起...是皆大歡喜還是拍桌走人？！               | 薔薔、梁赫群、曾智希、哈孝遠、賴雅琪、QJ 特別嘉賓:多位路人、網紅            |
| 55   | 2022年11月2日  | 搭大眾運輸瞎事多！天啊！怎麼被我遇到了！                        | 筠熹、林利霏、黃豪平、舒子晨、妃妃、綸綸老師 特別嘉賓:多位路人、網紅        |
| 56   | 2022年11月3日  | 婚宴現場像戰場？！是見證幸福還是好想逃？！                      | 宋哥、小鐘、杜力、何嘉文、Stacey、朱琦郁 特別嘉賓:多位路人、網紅            |
| 57   | 2022年11月7日  | 住久了真的會有台灣魂！！超台老外回鄉後GG了？！                  | 安妮、賈斯汀、闈鴻、馬丁、賀少俠、妲夏 特別嘉賓:多位路人、網紅              |
| 58   | 2022年11月8日  | 『婚內失戀』有婚無伴的人生！室友式婚姻不奮鬥就等著變灰燼！      | 岳庭、黃馨儀、李新、沈世朋、欣西亞、艾塔 特別嘉賓:多位路人、網紅            |
| 59   | 2022年11月9日  | 鬼嚇人不可怕！人嚇人才會嚇死人啊～                              | 蔣偉文、楊皓如、阿諾、葉欣眉、珮薰、仲安 特別嘉賓:多位路人、網紅            |
| 60   | 2022年11月10日 | 女人婚後回娘家像外人？到底哪裡才是我的家？！                    | 林姿佑、邱馨葦、依依、陳天仁、維尼媽、蕾可 特別嘉賓:多位路人、網紅          |
| 61   | 2022年11月14日 | 一直踩雷一直氣！現代人買個家到底有多難？！                      | 范瑞君、Ivy、Eason、巫苡萱、藍甯、卡卡 特別嘉賓:多位路人、網紅              |
| 62   | 2022年11月15日 | 嗶嗶嗶！大家請小心！！馬路上各種寶，你上榜了嗎？！              | 崔佩儀、Paul、陳艾熙、陳大天、嗶嗶哥、Mia 特別嘉賓:多位路人、網紅           |
| 63   | 2022年11月16日 | 台北跟我想的不一樣 那些來台北後才知道的事…                      | 黃小柔、林俊逸、張文綺、若綺、希希、胖虎 特別嘉賓:多位路人、網紅            |
| 64   | 2022年11月17日 | 碰！碰！碰！他們先幫你踩雷！！買錯血淚史大公開？！              | 蔡逸帆、楊晨熙、惟毅、邱慧雯、李宣、安娜 特別嘉賓:多位路人、網紅            |
| 65   | 2022年11月21日 | 老外伴手禮都送這些！！最受歡迎竟是「它」？！                    | 吳子龍、佩德羅、舞陽、高志、白彌兒、崔璀璨 特別嘉賓:多位路人、網紅          |
| 66   | 2022年11月23日 | 男人永遠教不會的事！你們可以爭氣學起來嗎？                      | Gigi、甄莉、貝童彤、康茵茵、巫嘉芬、珮薰 特別嘉賓:多位路人、網紅            |
| 67   | 2022年11月24日 | 人在江湖 有些人惹不起！我的生存之道都是為了自保？！             | 徐小可、朱宇謀、咪咪、林柏妤、陽陽、K大叔 特別嘉賓:多位路人、網紅           |
| 68   | 2022年11月28日 | 這群媽媽很天兵！！小孩咬平安長大真不容易？！                    | 朱芯儀、Vicky、芳瑜、張宇 (主播)、可藍、小龜 特別嘉賓:多位路人、網紅        |
| 69   | 2022年11月29日 | 「日本」我來了！吃爆買爆爽玩日本新攻略                          | 林舒語、虞珮儀、詹子晴、筠熹、傑菲亞娃、狼晶 特別嘉賓:多位路人、網紅        |
| 70   | 2022年11月30日 | 傻眼！我又哉在這裡？！生活中處處是陷阱要小心啊！！              | Julie、梁舒涵、大根、咪咪、育涵、安格斯 特別嘉賓:多位路人、網紅             |
| 71   | 2022年12月1日  | 入戲太深回不來了！！女人追劇94這麼瘋狂？！                      | 阿喜、翁馨儀、李新、芳瑜、元元、珮薰 特別嘉賓:多位路人、網紅                |
| 72   | 2022年12月5日  | 夜路走多總會撞上鬼？！這總壞事你居然做得出來                    | 甄莉、阿諾、哈孝遠、郭亞棠、鄔又曦、艾塔 特別嘉賓:多位路人、網紅            |
| 73   | 2022年12月6日  | 外國的月亮沒有比較圓！各國人不文明行徑大公開？！                | 劉雨柔、賈斯汀、田舞陽、風田、妲夏、吳子龍 特別嘉賓:多位路人、網紅          |
| 74   | 2022年12月7日  | 什麼都要算這麼細…這麼愛計較你不累嗎？！                         | 倪雅倫、郭昱晴、張雁名、梁舒涵、芭比、小夫 特別嘉賓:多位路人、網紅          |
| 75   | 2022年12月8日  | 怪怪的！怎麼都遇到奇葩管理員！！這大樓還住得下去嗎？！          | 張勛傑、Mei、茵芙、祖雄、Paul老師、雅涵 特別嘉賓:多位路人、網紅             |
| 76   | 2022年12月12日 | 史上最『驚人』的台語用法 講錯這句話讓你跌入地獄深淵             | 余皓然、賴薇如、米可白、林埈永、小龜、羅瑞誠 特別嘉賓:多位路人、網紅        |
| 77   | 2022年12月13日 | 女人賺錢自己花 你別來嘴！一言不合就買買買～                     | 梁赫群、Stacey、哈平遠、宋哥、艾立、海倫 特別嘉賓:多位路人、網紅            |
| 78   | 2022年12月14日 | 這種習慣真的母湯？！不經意的舉動對身體傷很大！                  | 甄莉、徐小可、林彥君、鄭仲茵、張立東、張振榕 特別嘉賓:多位路人、網紅        |
| 79   | 2022年12月15日 | 什麼！這些事為什麼要道歉？！這些事老外絕不Say Sorry             | 馬丁、佩德羅、賀少俠、賈斯汀、姜勳、妲夏 特別嘉賓:多位路人、網紅            |
| 80   | 2022年12月19日 | 我的小孩我自己教！！別人不要多管閒事？！                        | 香蕉哥哥、黃小柔、依依、岳庭、果果媽、珮薰 特別嘉賓:多位路人、網紅          |
| 81   | 2022年12月20日 | 麥擱假！不演一下怎麼行？維持婚姻真的要靠演技？！                | 林利霏、蔡逸帆、Julie、宋哥、小隻媽、妃妃 特別嘉賓:多位路人、網紅           |
| 82   | 2022年12月26日 | 牠們都是吃可愛多長大的！！狗日子竟然過得比人好                  | 米可白、黃暐婷、徐瑋吟、楊晨熙、Nana+阿楞、熊爸 特別嘉賓:多位路人、網紅     |
| 83   | 2022年12月27日 | 情侶們小心了！！世界各地分手景點大公開                          | 吳子龍、金炳秀、闈鴻、屠潔、賈斯汀、西田惠里奈 特別嘉賓:多位路人、網紅      |
| 84   | 2022年12月28日 | 既期待又怕受傷害？！當我們第一次在一起…..                       | Albee、張立東、黃馨儀、小優、蕾可、歐斯卡 特別嘉賓:多位路人、網紅           |
| 85   | 2022年12月29日 | 好吃到讓人噴淚的甜點！！昧著罪惡感 先吃再說！！                 | 路嘉怡、倪雅倫、蔡頤榛、粿粿、薛茜、JOY 特別嘉賓:多位路人、網紅             |

| 集數 | 播出日期       | 節目主題                                                       | 節目來賓                                                                             |
| ---- | -------------- | -------------------------------------------------------------- | ------------------------------------------------------------------------------------ |
| 86   | 2023年1月2日   | 各國醫生看病大不同！老外看診爆笑趣事說不完                     | 賈斯汀、吳子龍、餒狸、小百合、貝娜、田知學 特別嘉賓:多位路人、網紅                   |
| 87   | 2023年1月3日   | 嚴選！冬季鍋物大賞來囉～～藝能界愛吃鬼報好康！！               | 馬力歐、柯以柔、大文、舒子晨、艾融、六一 特別嘉賓:多位路人、網紅                     |
| 88   | 2023年1月4日   | 大家請注意！！無事獻殷勤必有詐？！                             | 陳珮騏、楊皓如、夏宇童、茵芙、蘇子芸、黃濃濃 特別嘉賓:多位路人、網紅                 |
| 89   | 2023年1月5日   | 越親近的人越不可信？碰到胳臂向外彎真無言！                     | 鍾欣凌、Paul、潘若迪、筠熹、河馬、家珍 特別嘉賓:多位路人、網紅                       |
| 90   | 2023年1月9日   | 外國媳婦好吃驚！台灣婆婆是好可愛？還是好可怕？！               | 潘嘉麗、愛子、莎白、可欣、薛瑪、鄭莎莎 特別嘉賓:多位路人、網紅                       |
| 91   | 2023年1月10日  | 當了媽才知道的事？！生完小孩日子不好過！！                     | 崔佩儀、王思平、貝童彤、粿粿、夏如芝、陳木榮 特別嘉賓:多位路人、網紅                 |
| 92   | 2023年1月11日  | 哈囉～先說一聲不行嗎？先斬後奏讓我很不爽                       | 李祖寧、林舒語、黃馨儀、張棋惠、李宣、麥鬧媽媽 特別嘉賓:多位路人、網紅               |
| 93   | 2023年1月12日  | 出國打包學問大！斷！捨！離！教你精準整理行李                   | 潘慧如、芳瑜、賴薇如、阿松、陳安祺、狼晶 特別嘉賓:多位路人、網紅                     |
| 94   | 2023年1月16日  | 混血兒都是人生勝利組？！才怪！！我到底是哪裡人…                | 班傑、肯納、吳兆絃、白彌兒、妮娜、裴頡 特別嘉賓:多位路人、網紅                       |
| 95   | 2023年1月17日  | 年末大掃除也能偷吃步？這樣做就能輕鬆過好年～                   | 林姿佑、Mei、安乙蕎、佩佩、馬克、陳映如 特別嘉賓:多位路人、網紅                      |
| 96   | 2023年1月18日  | 戀愛是你我的事！婚後卻變成兩家人的事？！                       | 宋哥、李新、楊皓如、陳瑋薇、Eva、K大叔 特別嘉賓:多位路人、網紅                       |
| 97   | 2023年1月19日  | 本土劇演員講台語大出包？！這句話居然越講越不輪轉啊！           | 伊正、吳鈴山、陳子玄、鄭仲茵、朱朱、羅瑞誠 特別嘉賓:多位路人、網紅                   |
| 98   | 2023年1月30日  | 男女感受完全相反？！小心這些貼心行為讓人超反感！！             | 馬力歐、林利霏、陳櫻文、若綺、胡文英、珮薰 特別嘉賓:多位路人、網紅                   |
| 99   | 2023年1月31日  | 帶小孩像是上演喜劇片？！原住民育兒有自己的一套！！             | 安歆澐、黃莉、林秀琴、陳致遠、羅美玲、瑪雅 特別嘉賓:多位路人、網紅                   |
| 100  | 2023年2月1日   | 一種米百種味 各國經典米料理pk誰勝出？                          | 折田、吳子龍、尼可、金炳秀、安祖、郭主義 特別嘉賓:多位路人、網紅                     |
| 101  | 2023年2月2日   | 原來瘦不下來的兇手是它？！想不到這些行為會讓人變『胖』！       | 葉欣眉、周宜霈、劉曉憶、張立東、米玲、許瓊月 特別嘉賓:多位路人、網紅                 |
| 102  | 2023年2月6日   | 越夜越美麗？老外的夜生活和你想的不一樣？                       | 筠熹、餒狸、杜力、佩德羅、安妮、金老佛爺 特別嘉賓:多位路人、網紅                     |
| 103  | 2023年2月7日   | 吼！！是腦袋進水還是裝笨？！女人的話男人永遠聽不懂～           | 倪雅倫、陳櫻文、周宜霈、林襄、昱臻、KiKi 特別嘉賓:多位路人、網紅                     |
| 104  | 2023年2月8日   | 別再傻傻的跟這做？！你以為的養生根本是錯的！                   | 余皓然、大根、賴薇如、舒子晨、予馨、洪嘉鴻 特別嘉賓:多位路人、網紅                   |
| 105  | 2023年2月9日   | 各位客官評評理 他們懶成這樣有救嗎？！                          | 阿喜、哈孝遠、荳荳、甄莉、林茉晶、Wa仔 特別嘉賓:多位路人、網紅                       |
| 106  | 2023年2月13日  | 救命！一個比一個還離譜 想不到他們竟然有這種『怪癖』？！        | 李祖寧、蔡頤榛、阿諾、Eason、劉萱、小昕甘 特別嘉賓:多位路人、網紅                    |
| 107  | 2023年2月14日  | 中文就像外星語！老外有看沒有懂超崩潰？！                       | 風田、馬丁、佩德羅、安祖、妲夏、其薛瑪 特別嘉賓:多位路人、網紅                       |
| 108  | 2023年2月15日  | 奇怪偏方超荒謬！究竟能治病還是索你命？！                       | 夏語心、哈孝遠、Terry、宋哥、洪素卿、芷霖 特別嘉賓:多位路人、網紅                    |
| 109  | 2023年2月16日  | 待客之道學問大…有人賓至如歸 有人不如歸去？！                   | 許效舜、林俊逸、詹子晴、咪咪、霈霈、王妡 特別嘉賓:多位路人、網紅                     |
| 110  | 2023年2月20日  | 冰箱裡秘密多？！這些東西冰起來合理嗎？                         | 林姿佑、張勛傑、巫苡萱、夏宇童、果果媽、陳安祺 特別嘉賓:多位路人、網紅               |
| 111  | 2023年2月21日  | 時機歹歹錢真難賺 他們靠這招賺外快？！                          | 楊繡惠、吳俊諺、阿諾、張文綺、木木、可伊 特別嘉賓:多位路人、網紅                     |
| 112  | 2023年2月22日  | 小孩是家裡的抓耙子！！我的秘密竟然被出賣了！？                 | 丁靜怡、撒基努、黃小柔、唐從聖、維尼媽、蕾可 特別嘉賓:多位路人、網紅                 |
| 113  | 2023年2月23日  | 台灣人都是工作狂？！老外不懂為什麼這麼拚？                     | 夫米、布萊恩、可欣、佩德羅、田舞陽、鄭莎莎 特別嘉賓:多位路人、網紅                   |
| 114  | 2023年2月27日  | 長假結束心情好blue？！這些連假症候群你中招了嗎？！             | 潘若迪、楊雅筑、朱海君、熊熊、龍龍、珮薰 特別嘉賓:多位路人、網紅                     |
| 115  | 2023年2月28日  | 台灣到處有禁忌 老外來台不小心就踩雷？                          | 夢多、杜力、馬丁、佩德羅、魯芝善、杜特 特別嘉賓:多位路人、網紅                       |
| 116  | 2023年3月1日   | 惡鄰比凶宅還可怕！！這些奇葩行徑真的不用報警嗎？！             | 劉雨柔、楊昇達、小優、徐瑋吟、翊萱、葉欣眉、安娜、奶昔 特別嘉賓:多位路人、網紅       |
| 117  | 2023年3月2日   | 吼～我家寶貝居然是半獸人…爸媽原來都是馴獸師？！                | Paul、楊皓如、林舒語、依依、金老佛爺、珮薰 特別嘉賓:多位路人、網紅                   |
| 118  | 2023年3月6日   | 「敷衍」裝得好 人生沒煩惱！！演技大考驗都為了不傷和氣？！      | 鄭仲茵、安苡愛、邵大倫、茵芙、孫生、Summer 特別嘉賓:多位路人、網紅                   |
| 119  | 2023年3月7日   | 搭飛機狂踩雷？！小心！這些行為惹毛空服員？！                   | 張愛雅、路嘉怡、賴薇如、瑄瑄、妃妃、瑞秋 特別嘉賓:多位路人、網紅                     |
| 120  | 2023年3月8日   | 女兒如寶？媳婦像草？婆家待遇永遠不相同？！                     | 陳瑋薇、林姿佑、甄莉、黃雨欣、Eva、萁媽 特別嘉賓:多位路人、網紅                      |
| 121  | 2023年3月14日  | 老外養小孩很像開玩笑？！中外爸媽戰火一觸即發！！               | 梁又南、香蕉哥哥、珮薰、馬丁、尼可、可樂 特別嘉賓:多位路人、網紅                     |
| 122  | 2023年3月15日  | 不敢相信！天天都會吃的…居然是釀成健康危機的殺手？！            | 余皓然、李亮瑾、玉兔、艾融、草爺、蕭敦仁 特別嘉賓:多位路人、網紅                     |
| 123  | 2023年3月16日  | 「大通膨時代」活著好難！！你以為的好習慣竟讓荷包大破財？！     | 黃馨儀、黃鐙輝、大文、陳瑋薇、盧燕俐、香菱 特別嘉賓:多位路人、網紅                   |
| 124  | 2023年3月20日  | 超敢講！！台式英文有夠狂！！老外聽了霧煞煞？！                 | 杜力、馬丁、肯納、開朗、餒狸、妙雅 特別嘉賓:多位路人、網紅                           |
| 125  | 2023年3月21日  | 好聚好散只是幻想！！這樣分手一秒點燃怒火？！                   | 張愛雅、張勛傑、Albee、薔薔、琳妲、吳沐玹 特別嘉賓:多位路人、網紅                    |
| 126  | 2023年3月22日  | 通通列入黑名單！這些「放鴿子」行經你一定遇過？！               | Julie、王以路、李明川、巫苡萱、Summer、珮薰 特別嘉賓:多位路人、網紅                  |
| 127  | 2023年3月23日  | 悔不當初捶心肝！！別人的老公總不會讓人失望？！                 | 馬力歐 (台灣藝人)、楊皓如、芳瑜、翁馨儀、小布、小龜 特別嘉賓:多位路人、網紅          |
| 128  | 2023年3月27日  | 各國經典蛋料理上桌～美味關鍵全場讚爆！！                       | 杜力、吳子龍、尼可、金老佛爺、Mio、郭主義 特別嘉賓:多位路人、網紅                    |
| 129  | 2023年3月29日  | 寶貝～拜託饒了老爸～～明星老爸遇到女兒只能投降？！             | 唐志中、蜜蜜、香香、唐從聖、莎莎、聶雲、聶庭 特別嘉賓:多位路人、網紅                 |
| 130  | 2023年3月30日  | 「媽」的多重宇宙大爆發！！女人的「職業傷害」可以申請國賠嗎？！ | 黃小柔、張心妍、嚴嘉樂、陳瑋薇、Eva、梁惠雯 特別嘉賓:多位路人、網紅                  |
| 131  | 2023年4月3日   | 為了健康腦波弱！！這種「瞎事」你也做？！                       | 徐小可、蔡頤榛、夏宇童、薛紀綱、洪暐傑、林可 特別嘉賓:多位路人、網紅                 |
| 132  | 2023年4月4日   | 道聽途說也能信？！這麼荒唐你不上當誰上當！！                   | 梁赫群、林舒語、夏語心、楊皓如、林智賢、艾塔 特別嘉賓:多位路人、網紅                 |
| 133  | 2023年4月10日  | 結婚的人才不正常？！老外被逼婚 崩潰大抓狂！！                  | 馬丁、安妮、舞陽、小百合、白彌兒、凱恩 特別嘉賓:多位路人、網紅                       |
| 134  | 2023年4月11日  | 太失禮了你！！作客不長眼 小心被拉黑？！                        | 張愛雅、康康、李明川、依依、壯壯、小昕甘 特別嘉賓:多位路人、網紅                     |
| 135  | 2023年4月12日  | 比美 比狠 還要鬥心機！！揭開嗆辣女老闆成功的秘訣？！           | 楊晨熙、GiGi、蔡逸帆、何嘉文、Stacey、Sabrina 特別嘉賓:多位路人、網紅                |
| 136  | 2023年4月13日  | 購物成癮好難戒？！這些爆紅好物等你來+1！！                     | 熊熊、李維維、甄莉、黃馨儀、亞美將、孫生 特別嘉賓:多位路人、網紅                     |
| 137  | 2023年4月17日  | 愛美36計～要隨時保持美麗～驚！！用這些「招」竟會變更醜？！     | 羅莉塔、張秀卿、陳櫻文、林柏妤、愛子、蘇宗柏 特別嘉賓:多位路人、網紅                 |
| 138  | 2023年4月18日  | 人生最私密的不是日記！！看手機揭開你的假面具？！               | 徐小可、珮薰、芳瑜、潘映竹、馮秉軒、黃濃濃 特別嘉賓:多位路人、網紅                   |
| 139  | 2023年4月19日  | 拜託讓我睡個好覺！！天吶這習慣竟是「睡眠殺手」？！             | 阿布、Mei、筠熹、朱宇謀、朱琦郁、鄭瑞德 特別嘉賓:多位路人、網紅                      |
| 140  | 2023年4月20日  | 你才老你全家都老！！30代的退化症頭好可怕？！                   | 阿喜、安苡愛、舒子晨、張立東、艾塔、妃妃 特別嘉賓:多位路人、網紅                     |
| 141  | 2023年4月24日  | 這些＂症頭 "只是預告？！小心日常毛病隱藏致命危機！！           | 梁又南、黃小柔、宋哥、林秀琴、呂世偉、蕭敦仁 特別嘉賓:多位路人、網紅                 |
| 142  | 2023年4月25日  | 誰說再窮都要住台北？！天龍人變「脫北者」今天一次說清楚！！     | 蔣偉文、黃雨欣、蔡允潔、筠熹、吳子龍、艾塔 特別嘉賓:多位路人、網紅                   |
| 143  | 2023年4月26日  | 一出國就變了個人？！這些行為就是標準觀光客？！                 | 倪雅倫、詹子晴、徐瑋吟、賈斯汀、吳子龍、闈鴻 特別嘉賓:多位路人、網紅                 |
| 144  | 2023年4月27日  | 熟女的身體 少女的靈魂～她們比年輕人更潮更懂人生？！            | 何妤玟、Julie、林姿佑、岳庭、酷炫媽、胡文英 特別嘉賓:多位路人、網紅                  |
| 145  | 2023年5月1日   | 跳到黃河也洗不清！！說者真無意 聽者大走心？！                  | 張可昀、茵芙、黃馨儀、哈平遠、龍龍、梓梓 特別嘉賓:多位路人、網紅                     |
| 146  | 2023年5月2日   | 老饕認證「罪惡美食」上桌！！明星吃不胖招數爆有用？！           | 林又立、張棋惠、林彥君、卓義峯、壯壯、許瓊月 特別嘉賓:多位路人、網紅                 |
| 147  | 2023年5月3日   | 國家大事都沒有「家務事」麻煩！！家人鬧事 你還不快閃？！        | 蘿莉塔、甄莉、吳淑敏、阿本、K大叔、黃濃濃 特別嘉賓:多位路人、網紅                    |
| 148  | 2023年5月4日   | 誰跟你再等5分鐘！！「拖延症」讓人秒抓狂？！                    | 黃馨儀、林利霏、夏宇童、吳俊諺、琳妲、肝連妹 特別嘉賓:多位路人、網紅                 |
| 149  | 2023年5月8日   | 美食獵人激推 不吃會後悔！！全台「秒殺麵食料理」！              | 葉欣眉、張鳳書、劉宇珊、阿松、果果媽、畇二 特別嘉賓:多位路人、網紅                   |
| 150  | 2023年5月9日   | 小心間諜就在你身邊！！「人體監視器」你防不勝防？！             | 宋哥、徐小可、劉曉憶、馮秉軒、小龜、CC亞 特別嘉賓:多位路人、網紅                     |
| 151  | 2023年5月10日  | 這女人比老婆還可怕！！丈母娘看女婿看出一肚子氣？！             | 林舒語、則蒲、舒語媽、若綺、楊昇達、若綺媽、咪咪、Paul、咪媽 特別嘉賓:多位路人、網紅 |
| 152  | 2023年5月11日  | 出國差點吃牢飯？！天下第一難關竟是「過海關」！！               | 李明川、楊皓如、艾塔、杜力、夢多、吳子龍 特別嘉賓:多位路人、網紅                     |
| 153  | 2023年5月15日  | 打賭你一定不知道！！常見的「它」到底叫什麼名字？！             | Junior、蘿莉塔、李懿、范瑞君、巧莉、黃濃濃 特別嘉賓:多位路人、網紅                   |
| 154  | 2023年5月16日  | 看病看到懷疑人生？！原來醫生病人都怕這種人？！                 | 陳瑋薇、朱芯儀、蕭慕琦、蔡逸姍、陳保仁、珮薰 特別嘉賓:多位路人、網紅                 |
| 155  | 2023年5月17日  | 一張嘴就喇叭！！他們是說話藝術大師還是詐騙集團？！             | 梁赫群、茵芙、陳子玄、大根、妖嬌、珍琳 特別嘉賓:多位路人、網紅                       |
| 156  | 2023年5月18日  | 我不甲意輸的感覺啦！！台灣人愛好「搶第一」？！                 | 楊皓如、風田、賈斯汀、馬丁、吳子龍、妲夏 特別嘉賓:多位路人、網紅                     |
| 157  | 2023年5月22日  | 夠了喔！！到底是房東太龜毛還是房客習慣太糟糕？！               | Paul、劉伊心、林利霏、葉欣眉、希希、Steff 特別嘉賓:多位路人、網紅                    |
| 158  | 2023年5月23日  | 啟動防「渣」雷達！！神偵測枕邊人偷吃跡象？！                   | 楊繡惠、翊萱、劉璇、Lala、菲比、愷愷 特別嘉賓:多位路人、網紅                         |
| 159  | 2023年5月24日  | 讓各國人都羨慕？！台灣警察比我想的閣較偉大！！                 | 賈斯汀、佩德羅、田舞陽、餒狸、一樹、林子翔 特別嘉賓:多位路人、網紅                   |
| 160  | 2023年5月25日  | 錢在身上就會癢？！窮忙一族錢都花到哪去啦！！                   | 趙正平、貝童彤、阿諾、徐瑋吟、蕾可、潮流小馬 特別嘉賓:多位路人、網紅                 |
| 161  | 2023年5月29日  | 一追到手就熄火？！「男人追愛殘酷落差」太過頭？！               | Albee、宋哥、黃沐妍、夏乙薇、艾融、宇晞 特別嘉賓:多位路人、網紅                      |
| 162  | 2023年5月30日  | 有種餓 叫阿嬤覺得你餓…長輩教小孩讓爸媽崩潰啦～                 | 草莓姐姐、林舒語、翁馨儀、潘若迪、萁媽、珮薰 特別嘉賓:多位路人、網紅                 |
| 163  | 2023年5月31日  | 你夠「台」嗎？！老外「台灣通」大挑戰！！                       | 安妮、馬丁、賀少俠、佩德羅、柯龍、可欣 特別嘉賓:多位路人、網紅                       |
| 164  | 2023年6月1日   | 你被「潛規則」了嗎？！想紅要不擇手段才能生存？！               | 梁赫群、楊皓如、詹子晴、黃雨欣、圓圓、小布 特別嘉賓:多位路人、網紅                   |
| 165  | 2023年6月5日   | 不服來戰！！人間犀利嘴王出動！！吵架必勝靠這招？！             | 趙正平、楊皓如、黃喬歆、哈平遠、朱琦郁、昱臻 特別嘉賓:多位路人、網紅                 |
| 166  | 2023年6月6日   | 誰說外國老師比較香？！師生家長上課大過招！！                   | 倪雅倫、杜力、賀少俠、佩德羅、妲夏、餒狸 特別嘉賓:多位路人、網紅                     |
| 167  | 2023年6月7日   | 想吃這攤還得看運氣？！全台「夜市排隊美食」大集合！！           | 江宏恩、安妮、熊熊、咪咪、挑嘴男 特別嘉賓:多位路人、網紅                             |
| 168  | 2023年6月8日   | 再白目試試看啊！！敢踩底線你就亡盪惹～                         | 謝忻、何嘉文、李新、巫苡萱、張琳、妖嬌 特別嘉賓:多位路人、網紅                       |
| 169  | 2023年6月12日  | 魔鬼藏在「過節」裡！！歡樂佳節你的心臟夠強嗎？！               | 大文、黃小柔、安苡愛、張雁名、派派、可藍 特別嘉賓:多位路人、網紅                     |
| 170  | 2023年6月13日  | 你是外國人還是外星人！！哪國老外熊歹逗陣？！                   | 高伊玲、杜力、賀少俠、田舞陽、吳子龍、西田惠里奈、餒狸 特別嘉賓:多位路人、網紅       |
| 171  | 2023年6月14日  | 驚！！原來我我都補錯了？！終結健康假訊息不能等！！             | 蔡逸帆、朱芯儀、朱宇謀、高雋雅、妃妃、林智葳 特別嘉賓:多位路人、網紅                 |
| 172  | 2023年6月15日  | 今晚夫妻對簿公堂喬事情！！美琳調解委員會開張～                 | 甄莉、希德、楊皓如、麥可、蔡允潔、Fraser 特別嘉賓:多位路人、網紅                     |
| 173  | 2023年6月19日  | 學會這幾招 人生無敵！！他們的臉皮厚到子彈打不穿？！            | 小鐘、阿諾、筠熹、佩德羅、冬天、菲比 特別嘉賓:多位路人、網紅                         |
| 174  | 2023年6月20日  | 一個屋簷下相愛相殺！！厝內這款代誌引爆火藥庫？！               | 林姿佑、陳櫻文、夏宇童、劉威廷、金莎、洪暐傑 特別嘉賓:多位路人、網紅                 |
| 175  | 2023年6月21日  | 這些人太狠了！！什麼事都去湊一咖合理嗎？！                     | Julie、張立東、芳瑜、林柏妤、徐海莉、芭比 特別嘉賓:多位路人、網紅                    |
| 176  | 2023年6月22日  | 冷靜！！你可以chill一點！！發條上太緊是想逼瘋誰？！            | 愛紗、陳子玄、依依、葛兆恩、宛宛、咪妃 特別嘉賓:多位路人、網紅                       |
| 177  | 2023年6月26日  | 手機裡「群」魔亂舞！！明星私群組訊息大揭秘！！                 | 黃若薇、許效舜、何妤玟、巫苡萱、大根、珮薰 特別嘉賓:多位路人、網紅                   |
| 178  | 2023年6月27日  | 人設翻車新聞燒不停？！拜託！！別再給我打分數！！               | 鄭仲茵、劉雨柔、余祥銓、熊熊、劉涵竹、香菱 特別嘉賓:多位路人、網紅                   |
| 179  | 2023年6月28日  | 別再自行腦補想像！！嫁給哪國人最幸福？！                       | 成語蕎、夢多、賀少俠、吳子龍、妲夏、金老佛爺 特別嘉賓:多位路人、網紅                 |
| 180  | 2023年6月29日  | 地表最強「老人力」大爆發？！跟長輩認真你就輸了！！             | 楊繡惠、王思佳、唐振剛、詹乃蓁、蕾可、馨予 特別嘉賓:多位路人、網紅                   |
| 181  | 2023年7月3日   | 這感情我真的高攀不起！！「格差戀」註定沒有美好結局？！         | 可藍、紀言愷、劉伊心、Terry、劉璇、愷愷 特別嘉賓:多位路人、網紅                      |
| 182  | 2023年7月4日   | 這一刻好想句點他！！解套話不投機的崩潰瞬間？！                 | 阿諾、Julie、阿本、熊熊、林智葳、艾塔 特別嘉賓:多位路人、網紅                        |
| 183  | 2023年7月5日   | 當了盤子還傻傻以為賺到？！小心！！逛大賣場腦袋要靈光！！       | 林俊逸、Mei、陳天仁、葉欣眉、萁媽、Dinner lin 特別嘉賓:多位路人、網紅                |
| 184  | 2023年7月6日   | 地方媽媽全員崩潰中…放暑假比鬼門開還可怕？！                    | 柯以柔、徐小可、宋哥、依依、果果媽、Eva 特別嘉賓:多位路人、網紅                      |
| 185  | 2023年7月10日  | 生活在台灣幾十年！！這東西叫不出名字合理嗎？！                 | 崔佩儀、陳櫻文、大根、林彥君、草爺、KiKi 特別嘉賓:多位路人、網紅                     |
| 186  | 2023年7月11日  | 雞蛋理硬要挑骨頭！！請問你是太閒還是太會嫌？！                 | 安苡愛、李祖寧、林舒語、邱慧雯、許少蘋、珮薰 特別嘉賓:多位路人、網紅                 |
| 187  | 2023年7月12日  | 天啊好想有個伴...我的正緣桃花怎麼都不開？！                    | 翊萱、張立東、朱宇謀、陳天仁、琳妲、張琳 特別嘉賓:多位路人、網紅                     |
| 188  | 2023年7月13日  | 漏電人生越休息越累？！終結疲勞就靠這招！！                     | 李易、余皓然、劉宇珊、潘映竹、劉涵竹、洪素卿 特別嘉賓:多位路人、網紅                 |
| 189  | 2023年7月17日  | 美人老師爆氣開講！！現代人中文到底有多差？！                   | 張鳳書、甄莉、黃豪平、筠熹、畇二、馬克 特別嘉賓:多位路人、網紅                       |
| 190  | 2023年7月18日  | 嚴官府出厚賊？！反骨都是被逼出來的？！                         | 撒基努、王思佳、梁佑南、夏乙薇、布蘭妮、珮薰 特別嘉賓:多位路人、網紅                 |
| 191  | 2023年7月19日  | 是梁靜茹給了她們勇氣！！怕爆！！老外寸步難行心驚驚！！         | 哈平遠、馬丁、賈斯汀、肯納、開朗、鄭莎莎 特別嘉賓:多位路人、網紅                     |
| 192  | 2023年7月20日  | HOT！！高溫熱到快發瘋？！解救夏日困擾大作戰！！                | Julie、凱莉、祖雄、若綺、可藍、Paul 特別嘉賓:多位路人、網紅                          |
| 193  | 2023年7月24日  | 見家長是場鴻門宴？！人生最尬時刻求生欲大爆發！！               | 趙樹海、甄莉、賴薇如、大根、香蕉 (藝人)、蕾可 特別嘉賓:多位路人、網紅                |
| 194  | 2023年7月25日  | 小心丟臉丟到國外去！！出國這樣做「母湯欸」？！                 | 岑永康、芳瑜、夢多、馬丁、安妮、闈鴻 特別嘉賓:多位路人、網紅                         |
| 195  | 2023年7月26日  | 摧毀愛情的不是小三！！是你自以為的「理所當然」？！             | 林舒語、Mei、王凱、楊晨熙、Vincci、若熙娘娘 特別嘉賓:多位路人、網紅                  |
| 196  | 2023年7月27日  | 法官大人我是冤枉的 日常這些事居然會「觸法」？！                | 哈孝遠、李妍瑾、郭婷筠、安乙蕎、龍龍、林明忠 特別嘉賓:多位路人、網紅                 |
| 197  | 2023年7月31日  | 陰德積再多也躲不過！！恐怖喔～這些人比鬼還可怕？！             | 王燦、李新、Eason、郭亞棠、菲比、小昕甘 特別嘉賓:多位路人、網紅                      |
| 198  | 2023年8月1日   | 完美旅程全被他搞砸了！！超ㄎ一ㄤ雷旅伴你也遇過？！             | 李明川、王宇婕、何嘉文、孫其君、狼晶、葉懿昕 特別嘉賓:多位路人、網紅                 |
| 199  | 2023年8月7日   | 今晚，我想來點…你不知道的外送陷阱坑很大？！                    | 黃小柔、翊萱、徐瑋吟、Teddy、陸子刊、Miki 特別嘉賓:多位路人、網紅                    |
| 200  | 2023年8月8日   | 台式熱炒vs異國調味！型男小巧思迸出驚喜新滋味～                 | 杜力、馬丁、肯納、開朗、劉宇珊、郭主義 特別嘉賓:多位路人、網紅                       |
| 201  | 2023年8月9日   | 是學不乖還是討皮痛！！明知故犯是人之常情嗎？！                 | 張棋惠、哈平遠、夏宇童、李唯楓、綵冞、艾璐 特別嘉賓:多位路人、網紅                   |
| 202  | 2023年8月10日  | 阿飄專屬月別「鐵齒」！！禁忌百百種 寧可信其有？！              | 余皓然、哈孝遠、舒子晨、阿喜、小孟老師、Joy 特別嘉賓:多位路人、網紅                  |
| 203  | 2023年8月14日  | 人前聰明 人後呆萌？！生活天兵的荒謬日常！！                    | 徐小可、何如芸、陳子玄、馮秉軒、安淇、陳建舜 特別嘉賓:多位路人、網紅                 |
| 204  | 2023年8月15日  | 牽扯不清莫非是前世孽緣？！藝能界好友走心大爆料！！             | 紀言愷、李維維、蘿莉塔、李唯楓、舒子晨、劉璇 特別嘉賓:多位路人、網紅                 |
| 205  | 2023年8月16日  | 哈囉！！你哪來的自信？！自以為的男子氣概快退散！！             | 王少偉、劉雨柔、哈平遠、筠熹、朱琦郁、亞亞 特別嘉賓:多位路人、網紅                   |
| 206  | 2023年8月17日  | 搬個家壓力比山大？！看屋找房陷阱防不勝防！！                   | 黃小柔、李亮瑾、成潤、熊熊、香蕉、Miho 特別嘉賓:多位路人、網紅                       |
| 207  | 2023年8月21日  | 換件衣服就能完美遮掩缺陷？！女人必學的穿搭詐欺術！！           | 林葉亭、王彩樺、劉曉憶、林彥君、妃妃 特別嘉賓:多位路人、網紅                         |
| 208  | 2023年8月22日  | 有些醜話要先說出口？！婚前沒喬好 婚後好煩惱！！                | 侯昌明、李祖寧、咪咪、郭婷筠、予馨、珮薰 特別嘉賓:多位路人、網紅                     |
| 209  | 2023年8月23日  | 有話直說反而惹人嫌？！人生最高境界是看破不說破！！             | 朱海君、舒子晨、哈孝遠、茵芙、狼晶、小昕甘 特別嘉賓:多位路人、網紅                   |
| 210  | 2023年8月24日  | 來台秒變K歌之王！！台灣KTV讓老外也瘋狂？！                     | 筠熹、賈斯汀、馬丁、佩德羅、韋喆、一樹 特別嘉賓:多位路人、網紅                       |
| 211  | 2023年8月28日  | 讓小女人忍不住大抓狂…拜託！！還不都是男人惹的禍！！            | 楊皓如、Mei、咪咪、潘映竹、愛寶、Eva 特別嘉賓:多位路人、網紅                         |
| 212  | 2023年8月29日  | 有一種苦只能放心裡…報喜不報憂憋到我快內傷！！                  | 倪雅倫、詹子晴、葉欣眉、馮秉軒、妃妃、黃濃濃 特別嘉賓:多位路人、網紅                 |
| 213  | 2023年8月30日  | 這舉動台灣女人才有？！怪異行為讓老外搞不懂！！                 | 黃馨儀、賈斯汀、吳子龍、愷杰、肯納、餒狸 特別嘉賓:多位路人、網紅                     |
| 214  | 2023年8月31日  | 社群PO文眉角多？！為了流量 再瞎也敢貼？！                      | 許志豪、李明川、薔薔、宋哥、菲比、香菱 特別嘉賓:多位路人、網紅                       |
| 215  | 2023年9月4日   | 看到加減乘除就腦袋打結！！數學課是學生時代共同夢魘？！         | 林舒語、張愛雅、夏宇童、楊昇達、黃濃濃、林威立 特別嘉賓:多位路人、網紅               |
| 216  | 2023年9月5日   | 愛上霸道人夫心好累！！摸順他的毛就萬事平安？！                 | 黃小柔、和家馨、陳櫻文、陳瑋薇、艾塔、派派 特別嘉賓:多位路人、網紅                   |
| 217  | 2023年9月6日   | 別看到好處就想沾！！要佔便宜還得耍手段？！                     | 張雁名、楊皓如、安苡愛、楊雅筑、靜香、安娜 特別嘉賓:多位路人、網紅                   |
| 218  | 2023年9月7日   | 人生得意需盡歡？！老外金錢觀顛覆你三觀！！                     | Mei、賀少俠、田舞陽、吳子龍、布萊恩、亞東 特別嘉賓:多位路人、網紅                    |
| 219  | 2023年9月11日  | 請到「瘟神」剉咧等！！搬救兵返被寄生心驚驚？！                 | 潘若迪、嚴立婷、茵芙、張立東、可藍、朱琦郁 特別嘉賓:多位路人、網紅                   |
| 220  | 2023年9月12日  | 愛你所以才騙你！！當「測謊機」我容易嗎？！                     | 湘涵、珮薰、Junior、家馨、芳瑜、康茵茵 特別嘉賓:多位路人、網紅                       |
| 221  | 2023年9月13日  | 老外想當台灣好女婿！！先過地方婆媽這一關？！                   | 余皓然、賈斯汀、馬丁、賀少俠、佩德羅、金炳秀 特別嘉賓:多位路人、網紅                 |
| 222  | 2023年9月14日  | 這姿勢讓你健康亮紅燈？！日常小動作竟暗藏大危機！！             | 崔佩儀、林俊逸、劉雨柔、王晴、張楷、胡逸惟 特別嘉賓:多位路人、網紅                   |
| 223  | 2023年9月18日  | 看到喜歡先買起來！！你我都有隱性囤貨癖？！                     | 阿松、吳淑敏、咪咪、何依霈、妃妃、陳真 特別嘉賓:多位路人、網紅                       |
| 224  | 2023年9月19日  | 姐難得放風 就是要瘋！！女人的局男人麥來亂？！                  | Vicky、詹子晴、王思平、羅巧倫、小昕甘、欣西亞 特別嘉賓:多位路人、網紅                |
| 225  | 2023年9月20日  | 不可能就這樣當機吧？！「ㄎㄧㄤ」掉的瞬間好崩潰！！             | 趙正平、阿本、阿諾、薔薔、蕾可、瑪雅 特別嘉賓:多位路人、網紅                         |
| 226  | 2023年9月21日  | 老外大吐苦水住不慣？！台灣人的「家」好奇怪！！                 | 哈平遠、杜力、馬丁、賀少俠、餒狸、瑪雅 特別嘉賓:多位路人、網紅                       |
| 227  | 2023年9月25日  | 別怪女人抱怨豬隊友！！男人帶小孩真的笨到家？！                 | 楊皓如、玉兔、李新、佩佩、詹璇依、珮薰 特別嘉賓:多位路人、網紅                       |
| 228  | 2023年9月26日  | 感情蹺蹺板左右為難！！家人愛人你選哪邊站？！                   | 林姿佑、劉伊心、康茵茵、余祥銓、劉涵竹、兔爸 特別嘉賓:多位路人、網紅                 |
| 229  | 2023年9月27日  | 學會這些人生就不會太累！！明明沒事也要懂「裝忙」？             | Julie、夏語心、朱宇謀、林柏妤、張琳、愛寶 特別嘉賓:多位路人、網紅                    |
| 230  | 2023年10月3日  | 讓男人們瑟瑟發抖…女人愛問的問題處處陷阱？！                    | 劉涵竹、哈平遠、妲夏、高山峰、朱宇謀、馬丁 特別嘉賓:多位路人、網紅                   |
| 231  | 2023年10月4日  | 小糾紛竟鬧成大事件？！千萬別傻當「法律盲」！！                 | 甄莉、錦雯、倪安東、大根、元元、林明忠 特別嘉賓:多位路人、網紅                       |
| 232  | 2023年10月9日  | 幸福也有最佳時刻表！！早婚晚婚怎麼選才好？！                   | 李新、璟宣、崔佩儀、王俐人、Eva、周書靜 特別嘉賓:多位路人、網紅                      |
| 233  | 2023年10月11日 | 速度媲美川劇變臉？！這些雷區連老外都怕怕！！                   | 梁赫群、賈斯汀、安妮、田舞陽、佩德羅、Sumi 特別嘉賓:多位路人、網紅                   |
| 234  | 2023年10月12日 | 談戀愛就像諜報戰？！超狂偵搜秘技大公開！！                     | 倪雅倫、余秉諺、潘映竹、高雋雅、董仔、妖嬌 特別嘉賓:多位路人、網紅                   |
| 235  | 2023年10月16日 | 男人中年「毛」很多！！歐巴也難逃更年期魔爪？！                 | 郭昱晴、李新、劉伊心、羅美玲、金老佛爺、愛寶 特別嘉賓:多位路人、網紅                 |
| 236  | 2023年10月17日 | 到底關你什麼事啦！惱人親戚拜託麥擱鬧啊？！                     | 哈孝遠、夏宇童、依依、田舞陽、Conny、珮薰 特別嘉賓:多位路人、網紅                    |
| 237  | 2023年10月18日 | 捷運美食吃起來！！藝界歪嘴雞帶路快跟上！！                     | 王燦、陳櫻文、林育羣、賴薇如、Summer 特別嘉賓:多位路人、網紅                         |
| 238  | 2023年10月19日 | 老外看台灣人真「藥」命！！管他有病沒病先吞幾粒再說？！         | 宋哥、杜力、安妮、肯納、尼可、Aky 特別嘉賓:多位路人、網紅                            |
| 239  | 2023年10月23日 | 這些八卦一轉身人盡皆知！！傳播速度比山道猴子還快？！           | 林姿佑、賴薇如、阿松、葉欣眉、龍龍、亞亞 特別嘉賓:多位路人、網紅                     |
| 240  | 2023年10月24日 | 有樣學樣的現世報來了！！小孩「神複製」言行好荒唐？！           | 香蕉哥哥、唐從聖、Mei、翁馨儀、萁萁、珮薰 特別嘉賓:多位路人、網紅                    |
| 241  | 2023年10月25日 | 他們腦迴路是出了什麼事？！不解風情的直男真麻煩！！             | 丁寧、楊皓如、唐豐、王上菲、筠熹、若熙娘娘 特別嘉賓:多位路人、網紅                   |
| 242  | 2023年10月26日 | 一頓飯拆穿妖魔鬼怪！！別小看「飯局觀察家」？！                 | 潘映竹、甄莉、何嘉文、吳子龍、大根、果果媽 特別嘉賓:多位路人、網紅                   |
| 243  | 2023年10月30日 | 「家」不是講理的地方！！在這裡爭輸贏幹嘛？！                   | 藍鈞天、林詠傑、林姿佑、郭婷筠、芳瑜、邱喜 特別嘉賓:多位路人、網紅                   |
| 244  | 2023年10月31日 | 年紀輕輕老人病上身！！你也是沒擋頭的「奧少年」？！             | 藍波、洪暐傑、陳子玄、賴薇如、葉欣眉、妲夏 特別嘉賓:多位路人、網紅                   |
| 245  | 2023年11月2日  | 敗家94爽！！開心血拼買到火在燒？！                             | 楊繡惠、王宇婕、蕭瑤、虞珮儀、馬克、Eva 特別嘉賓:多位路人、網紅                      |
| 246  | 2023年11月6日  | 妳誰？！可以離他遠一點嗎！！男人身邊總有個討厭的女人！         | 倪雅倫、王思佳、徐瑋吟、劉璇、秀秀子、晞晞 特別嘉賓:多位路人、網紅                   |
| 247  | 2023年11月7日  | 誰說愛他就要滿足他？！小孩的要求讓爸媽好掙扎！！               | 朱芯儀、侯昌明、甄莉、璟宣、靜香、珮薰 特別嘉賓:多位路人、網紅                       |
| 248  | 2023年11月8日  | 這種忙居然也要幫！！求人不如「一個人堅強」？！                 | 夏如芝、鄭仲茵、茵芙、劉威廷、K大叔、艾塔 特別嘉賓:多位路人、網紅                    |
| 249  | 2023年11月9日  | 江湖在走朋友要有！！交對朋友人生無敵手？！                     | Julie、詹子晴、黃馨儀、無尊、酷炫、可藍 特別嘉賓:多位路人、網紅                      |
| 250  | 2023年11月14日 | 舉手投足滿滿套路？！女人魅力的心機攻防！！                     | 楊晨熙、夏宇童、劉宇珊、王晴、欣西亞、文森先生 特別嘉賓:多位路人、網紅               |

## 外部連結
- 我就問 你正常嗎? - 東森超視 （页面存档备份，存于）
- 我就問 你正常嗎？ - 東森綜合 （页面存档备份，存于）
- 我就問 你正常嗎?的Facebook專頁
- 我就問 你正常嗎?的Instagram帳戶
- YouTube上的我就問 你正常嗎?頻道

## 節目的變遷
| 臺灣 東森超視 每週一至週五 21:00 - 22:00 · 周五 21:00 - 22:00重播 | 臺灣 東森超視 每週一至週五 21:00 - 22:00 · 周五 21:00 - 22:00重播 | 臺灣 東森超視 每週一至週五 21:00 - 22:00 · 周五 21:00 - 22:00重播 |
| ----------------------------------------------------------------- | ----------------------------------------------------------------- | ----------------------------------------------------------------- |
|                                                                   | 我就問你正常嗎? （2022年8月1日－2023年11月14日）                  |                                                                   |
| 媽媽好神之俗女家務事 （2017年9月25日－2022年8月1日）              | 哈囉 你有事嗎？ (2023年11月20日-)                                 |                                                                   |

| 臺灣 東森綜合台 每週一至週五 19:00 - 20:00 | 臺灣 東森綜合台 每週一至週五 19:00 - 20:00        | 臺灣 東森綜合台 每週一至週五 19:00 - 20:00 |
| ------------------------------------------ | ------------------------------------------------- | ------------------------------------------ |
|                                            | 我就問你正常嗎? （2022年8月29日－2023年10月27日） |                                            |
| —                                          | 今晚開讚吧 (2023年10月30日-）                     |                                            |